# 1741 en France
Chronologie de la France
- 1737
- 1738
- 1739
- 1740
- 1741
- 1742
- 1743
- 1744
- 1745

Cette page concerne l’année 1741 du calendrier grégorien.

## Événements
- 25 janvier, France : le maréchal de Belle-Isle est nommé ambassadeur extraordinaire en Allemagne pour appuyer l’élection à l’Empire du duc de Bavière. Il quitte Paris le 4 mars et adopte une attitude résolument austrophobe à la Diète impériale de Francfort[1].

- 28 mai : traité de Nymphenburg entre la France, l’Espagne et la Bavière[2] (ou le 18 mai[3]).
- 11 juillet : Louis XV décide d’engager des opérations militaires contre l’Autriche[2].
- 15 août : deux armées françaises partent en campagne[2]. La France entreprend la conquête de la Bohême révoltée au nom de l’électeur Charles Albert de Bavière pour assurer la jonction avec les Prussiens[4].
- 29 août : nouvelle résurrection de l’impôt du dixième pour financer la guerre[5]

- Octobre : émission de 820 000 livres de rentes viagères[6].

- 26 novembre : Prague est occupée par les troupes françaises (Belle-Isle), bavaroises et saxonnes[3].

- Création d’une école de constructions navales à Paris par Duhamel du Monceau[7].
- Prêt de 10 millions de livres fait par la compagnie des Indes[6].